# Uresiphita
Uresiphita és un gènere d'arnes de la família Crambidae.

## Taxonomia
- Uresiphita gilvata (Fabricius, 1794)
- Uresiphita insulicola
- Uresiphita mongolicalis (Caradja, 1916)
- Uresiphita ornithopteralis (Guenée, 1854)
- Uresiphita polygonalis (Denis & Schiffermueller, 1775)
- Uresiphita reversalis (Guenée, 1854)

## Espècies antigues
- Uresiphita catalalis (Viette, 1953)
- Uresiphita maorialis (C. Felder, R. Felder & Rogenhofer, 1875)